# Lilli Gruber

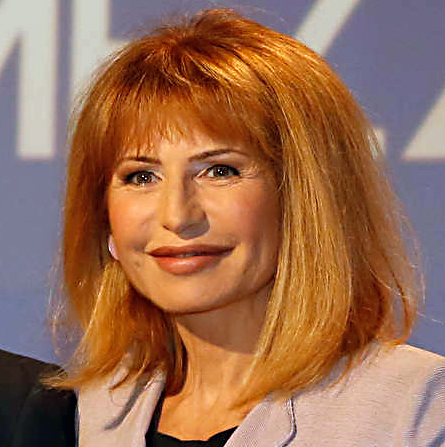
Lilli Gruber (2013)

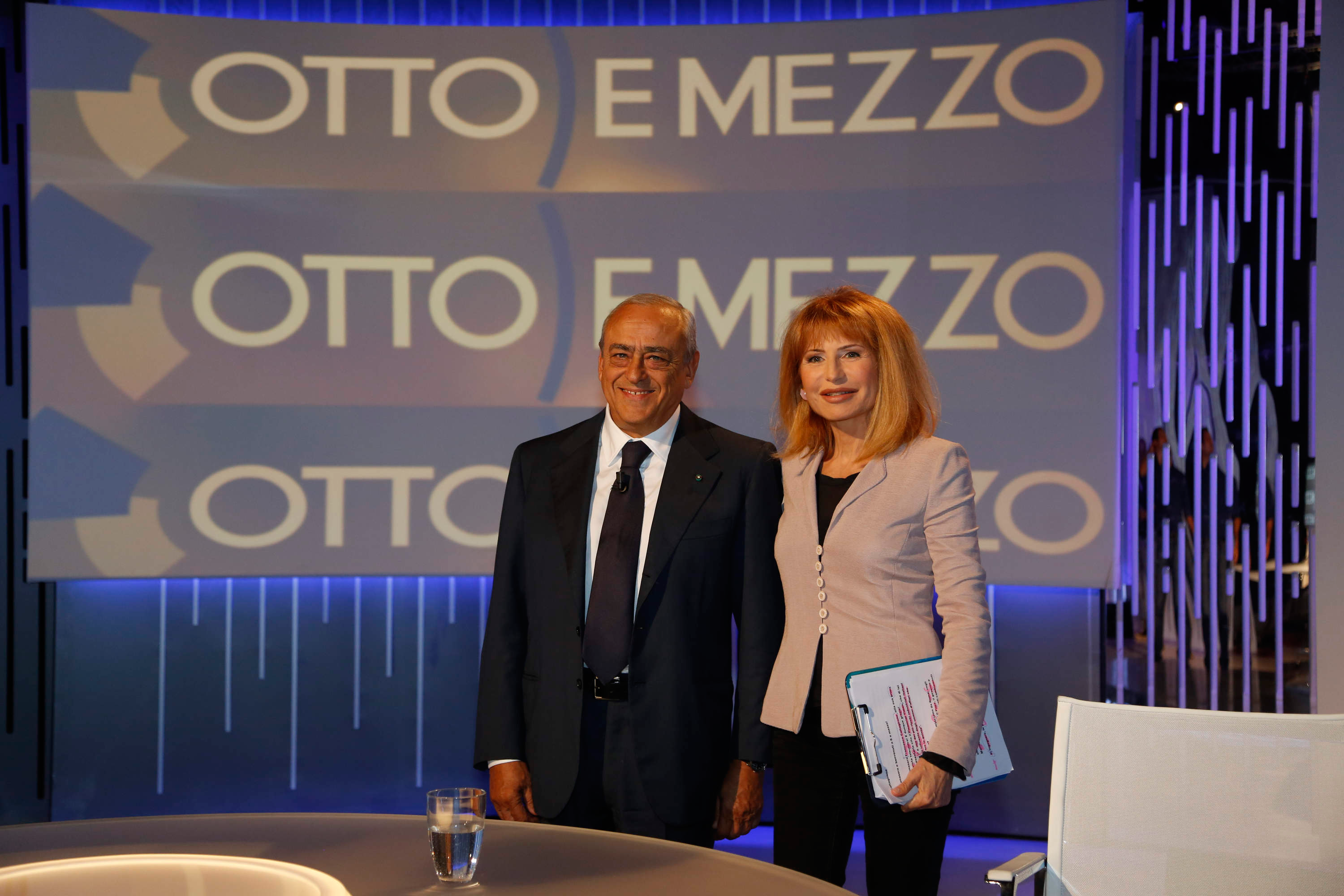
Lilli Gruber mit Francesco Gaetano Caltagirone in der Kulisse ihrer Sendung

Dietlinde „Lilli“ Gruber (* 19. April 1957 in Bozen) ist eine aus einer Südtiroler Familie stammende italienische Journalistin, Moderatorin, Politikerin und Schriftstellerin.

## Leben
Lilli Gruber wuchs zweisprachig mit Deutsch und Italienisch auf. Nach dem Abschluss eines Literaturstudiums an der Universität Venedig schrieb Lilli Gruber zunächst für die regionalen Tageszeitungen l’Adige und Alto Adige. Ihre Karriere als Fernsehjournalistin begann beim Rai Sender Bozen, dem deutschsprachigen Sender der italienischen öffentlich-rechtlichen Rundfunkgesellschaft Rai.
Ab 1991 war Gruber Moderatorin der Hauptnachrichtensendung tg1 des italienischen Staatsfernsehens RAIUno, war aber auch als Journalistin in ausländischen Krisengebieten tätig. Außerdem produzierte sie mehrere Sendungen für das deutsche Privatfernsehen, 1996 war sie beispielsweise Moderatorin von Focus TV.
Nachdem Gruber die Regierung Berlusconi dafür kritisierte, die Pressefreiheit immer weiter einzuschränken, verließ sie das Fernsehen, um für die Europawahlen 2004 zu kandidieren. Bei den Wahlen zum Europäischen Parlament konnte sie in der italienischen Hauptstadt Rom das Duell ihrer Partei, des Linksbündnisses L’Ulivo, gegen Berlusconis Forza Italia klar für sich entscheiden. Insgesamt hat „Lilli, die Rote“, wie sie auch genannt wird, so viele Vorzugsstimmen wie kein anderer Kandidat bei jener Wahl erhalten. Auch in ihrem Heimatland Südtirol konnte sie zahlreiche Stimmen an sich binden.

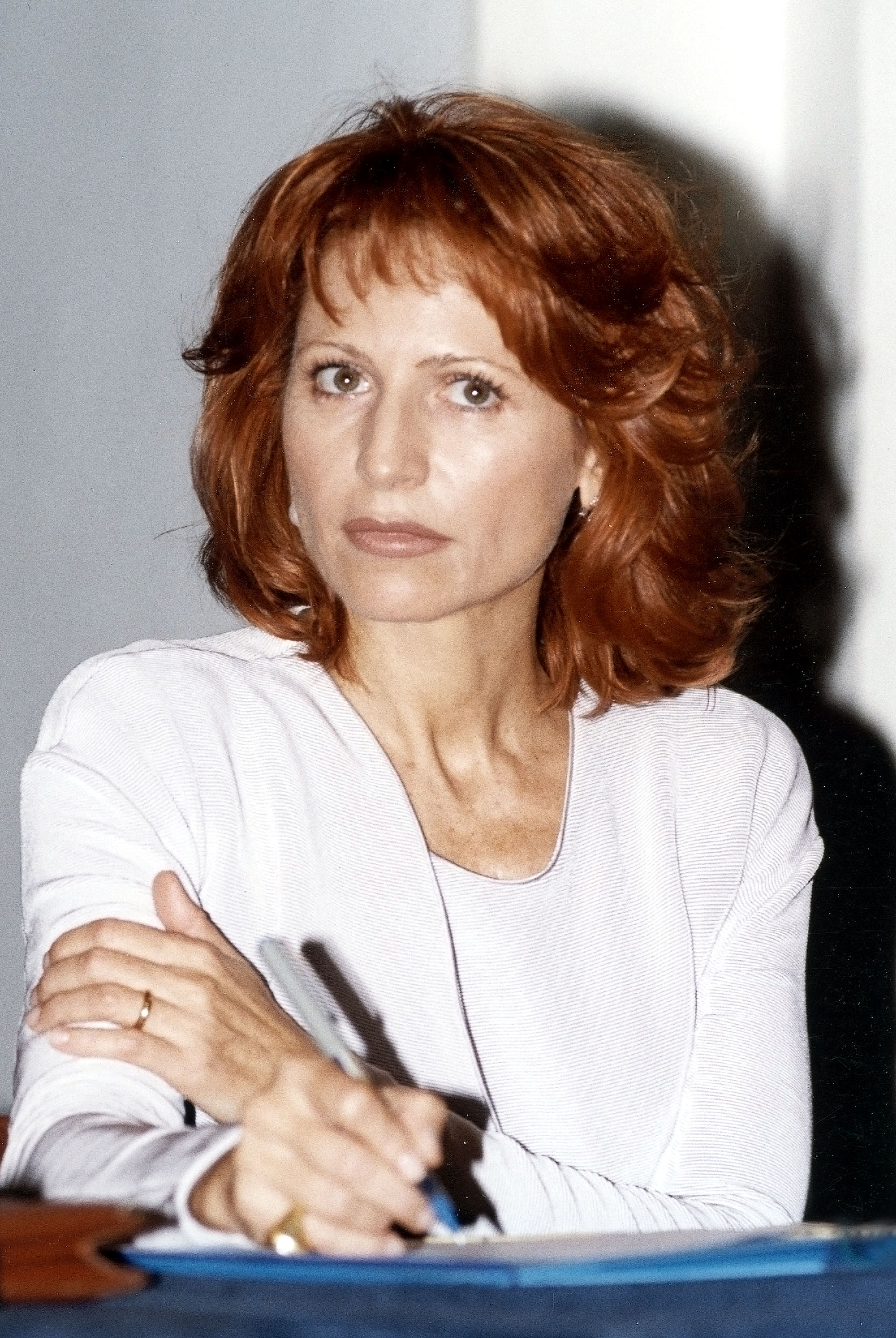
Lilli Gruber 2003

Im Europäischen Parlament in Straßburg gehörte sie der Fraktion der Sozialdemokraten (SPE) an. Sie stand den Linksdemokraten nahe, distanzierte sich jedoch 2007 anfänglich von deren Fusion mit der Mittepartei La Margherita zum Partito Democratico. Im September 2008 gab Lilli Gruber bekannt, bei den für 2009 anstehenden Wahlen zum Europäischen Parlament nicht mehr zu kandidieren und sich wieder dem Journalismus zu widmen. Bereits Mitte September 2008 übernahm sie die Moderation der Talkshow Otto e mezzo auf dem italienischen Privatsender La7.
2015 nahm sie an der 63. Bilderberg-Konferenz in Telfs-Buchen in Österreich teil.

## Auszeichnungen
1995 wurde sie mit dem Förderpreis der Carlo-Schmid-Stiftung ausgezeichnet. 1997 erhielt sie den Premio Alghero Donna in der Kategorie Journalismus. Im November 2003 wurde ihr von Präsident Carlo Azeglio Ciampi auf dessen Initiative hin die unterste Stufe des Verdienstordens der italienischen Republik verliehen. 2022 wurde sie mit dem Ehrenzeichen des Landes Tirol gewürdigt.

## Schriften (Auswahl)
- mit Paolo Borella: Quei giorni a Berlino. Il crollo del Muro, l'agonia della Germania Est, il sogno della riunificazione: diario di una stagione che ha cambiato l'Europa. Turin: RAI, 1990, ISBN 88-397-0594-5
- I miei giorni a Baghdad. Mailand : Rizzoli, 2003, ISBN 88-17-87317-9
- L'altro Islam. Un viaggio nella terra degli sciiti. Mailand: Rizzoli, 2004, ISBN 88-17-00372-7
- Chador. Nel cuore diviso dell'Iran. Mailand: Rizzoli, 2005, ISBN 88-17-00847-8
  - Tschador: im geteilten Herzen des Iran. Übersetzung Friederike Hausmann. München: Blessing, 2006, ISBN 978-3-89667-299-5
- America anno zero. Viaggio in una nazione in guerra con se stessa. Mailand: Rizzoli, 2006, ISBN 88-17-01265-3
- Figlie dell'Islam. La rivoluzione pacifica delle donne musulmane. Mailand: Rizzoli, 2007, ISBN 978-88-17-01840-1
- Streghe. La riscossa delle donne d'Italia. Mailand: Rizzoli, 2008, ISBN 978-88-17-02487-7
- mit Paolo Borella: Ritorno a Berlino. Il racconto dell'autunno che ha cambiato l'Europa. Mailand: Rizzoli, 2009, ISBN 978-88-17-03481-4
- Eredità. Una storia della mia famiglia tra l'Impero e il fascismo. Übersetzung der deutschen Dokumente ins Italienische Chicca Galli, Francesco Peri. Mailand: Rizzoli, 2012, ISBN 978-88-17-04537-7. Die italienische Ausgabe enthält außerdem einen Stammbaum der Familie Tiefenthaler.
  - Das Erbe. Die Geschichte meiner Südtiroler Familie. Aus dem Italienischen von Franziska Kristen, Droemer, 2013, ISBN 978-3-426-30072-5
- Tempesta. Mailand: Rizzoli, 2014, ISBN 978-88-17-08823-7
  - Der Sturm – Die Kriegsjahre meiner Südtiroler Familie. Aus dem Italienischen von Franziska Kristen, Droemer, 2015, ISBN 978-3-426-27669-3
- Prigionieri dell'Islam. Terrorismo, migrazioni, integrazione: il triangolo che cambia la nostra vita. Mailand: Rizzoli, 2016, ISBN 978-88-17-08854-1
- Inganno. Tre ragazzi, il Sudtirolo in fiamme, i segreti della guerra fredda. Mailand: Rizzoli, 2018, ISBN 978-88-17-10507-1
  - Der Verrat. Die Nachkriegsjahre meiner Südtiroler Familie. Aus dem Italienischen von Franziska Kristen, Droemer, 2019, ISBN 978-3-426-27797-3
- Basta! Il potere delle donne contro la politica del testosterone. Mailand: Solferino, 2019, ISBN 978-88-282-0311-7